# Frontal de San Miguel
El Frontal de San Miguel es un frontal gótico de finales del siglo XIII procedente de la Iglesia de Sant Miquel de Soriguerola en el antiguo municipio de Urtx (Cerdaña). obra anónima que da nombre al Maestro de Soriguerola al ser la más emblemática de las que se atribuyen a este autor. En la tabla se relaciona la Santa Cena con el arcángel san Miguel. Se conserva en el MNAC, fue adquirida en 1932 procedente de la colección de Lluís Plandiura.

## Datos de contexto
La tabla ha sido considerada como gótica y así ha sido catalogada por el MNAC pero, hay varios autores que creen que no aporta nada a la pintura románica, excepto un especial virtuosismo.

Aunque todavía hoy muchos historiadores consideran que las obras atribuidas al Maestro de Soriguerola oa su círculo son sin duda góticas y que se nieguen a discutirlo, el caso cierto es que, fuera quien fuera el mencionado pintor, no pudo aportar nada significativo, salvo su destreza, al desarrollo de la  arte catalán de finales del siglo XIII, y aún menos a la introducción del gótico.

La tabla se ha convertido en la pieza más emblemática para definir un conjunto de obras atribuidas al Maestro de Soriguerola. El grueso de esta pintura se concentra en la Cerdanya alrededor del 1300. Una de las características comunes del conjunto es la especial distribución de las escenas de la tabla así como el enmarcado. Aunque en ningún caso llega a ser tan excepcional como lo es en la Mesa de San Miguel.
Las dimensiones del frontal, donde la anchura resulta más del doble que la altura, impiden considerar la tabla como un frontal de altar. Por otra parte, no se reserva el espacio central para representar la figura a quien aboga la tabla, al tiempo que la disposición de las escenas rompen las normas usuales de simetría. Finalmente cabe destacar que queda subdividida en varios compartimentos sin mostrarse ninguna correspondencia entre los elementos superiores y los inferiores. Todo ello ha llevado a considerar la composición como arbitraria.

## Descripción
La tabla queda dividida por una cenefa vertical con motivos vegetales. La separación entre el compartimento superior y el inferior, así como la división de los diferentes episodios se realiza por unas franjas que han perdido casi toda la decoración. Sucede lo mismo con las coronas de los seis personajes sedentes de la parte superior derecha. Por lo que se desconoce cómo eran los adornos de la mesa. Una fina línea de color negro, sobre la cual se aplican unos puntos blancos, delimita el perímetro de las escenas rectangulares y otros motivos de la tabla.
En la parte izquierda superior se han conservado dos de las tres escenas del arcángel san Miguel en el monte Gargano. La primera refleja el episodio de la caza del toro, la segunda el suceso del obispo de Sinopto. Los tres episodios suceden bajo arcadas trilobuladas. En el compartimento de abajo se encuentra la escena de la Última Cena.
A la derecha la escena de San Miguel y el demonio pesado almas, la psicostasis. En el mismo compartimento y a la derecha de San Miguel un ángel se dispone a entregar el alma de uno de los elegidos a San Pedro. La escena se ha relacionado con las figuras sedentes en un trono identificadas como los bienaventurados. En el registro inferior las almas de los condenados sucumben a los designios de los diablos en el infierno así como la lucha de San Miguel con el dragón.